# Novi Kneževac
Novi Kneževac (in serbo Нови Кнежевац?, in ungherese Törökkanizsa) è una città e una municipalità del distretto del Banato Settentrionale nel nord-est della provincia autonoma della Voivodina, al confine con Ungheria e Romania.